# Pływanie na Letnich Igrzyskach Olimpijskich 2020
Pływanie na Letnich Igrzyskach Olimpijskich 2020 w Tokio zostało rozegrane w Olimpijskim Centrum Sportów Wodnych (pływanie) i Parku na wybrzeżu Odaiby (pływanie na otwartym akwenie). Początkowo zawody w basenie miały odbyć się w dniach 25 lipca – 2 sierpnia 2020, a na otwartym akwenie w dniach 5 – 6 sierpnia 2020, jednak z powodu pandemii COVID-19 igrzyska olimpijskie zostały przełożone na rok 2021. Ostatecznie konkurencje na basenie odbyły się w dniach 24 lipca – 1 sierpnia 2021, a na otwartym akwenie 4 – 5 sierpnia 2021.
Wśród zawodników najwięcej złotych medali zdobył Amerykanin Caeleb Dressel, zwyciężając w pięciu konkurencjach, w tym trzech indywidualnych. Australijka Emma McKeon wywalczyła najwięcej medali spośród wszystkich pływaków (siedem) oraz najczęściej stawała na najwyższym stopniu podium spośród wszystkich zawodniczek (cztery razy, w tym dwukrotnie w konkurencjach indywidualnych). McKeon jest drugą kobietą w historii, którą na jednych igrzyskach zdobyła siedem medali.

## Konkurencje
Zostało rozegranych 37 konkurencji, 35 w pływaniu w basenie i 2 na otwartym akwenie. W porównaniu z poprzednimi igrzyskami liczbę konkurencji zwiększono o trzy, włączając do programu olimpijskiego 800 m stylem dowolnym mężczyzn, 1500 m stylem dowolnym kobiet i sztafetę mieszaną 4 × 100 m stylem zmiennym.

### Basen
Kobiety
- styl dowolny: 50 m, 100 m, 200 m, 400 m, 800 m, 1500 m, 4 × 100 m, 4 × 200 m
- styl grzbietowy: 100 m, 200 m
- styl klasyczny: 100 m, 200 m
- styl motylkowy: 100 m, 200 m
- styl zmienny: 200 m, 400 m, 4 × 100 m

Mężczyźni
- styl dowolny: 50 m, 100 m, 200 m, 400 m, 800 m, 1500 m, 4 × 100 m, 4 × 200 m
- styl grzbietowy: 100 m, 200 m
- styl klasyczny: 100 m, 200 m
- styl motylkowy: 100 m, 200 m
- styl zmienny: 200 m, 400 m, 4 × 100 m

Sztafety mieszane
- 4 × 100 m stylem zmiennym

### Otwartyakwen
Kobiety
- styl dowolny: 10 km

Mężczyźni
- styl dowolny: 10 km

### Harmonogram
Podobnie jak podczas igrzysk w 2008 roku eliminacje będą odbywały się wieczorem, a półfinały i finały rano.
| E | Eliminacje | ½ | Półfinały | F | Finał |

R = Sesja poranna; od 10:30 czasu lokalnego (od 3:30 CEST) 
W = Sesja wieczorna; od 19:00 czasu lokalnego (od 12:00 CEST)
| Data →                    | 24 lipca | 24 lipca | 25 lipca | 25 lipca | 26 lipca | 26 lipca | 27 lipca | 27 lipca | 28 lipca | 28 lipca | 29 lipca | 29 lipca | 30 lipca | 30 lipca | 31 lipca | 31 lipca | 1 sierpnia | 1 sierpnia | 5 sierpnia | 5 sierpnia |
| Konkurencja ↓             | R        | W        | R        | W        | R        | W        | R        | W        | R        | W        | R        | W        | R        | W        | R        | W        | R          | W          | R          | W          |
| ------------------------- | -------- | -------- | -------- | -------- | -------- | -------- | -------- | -------- | -------- | -------- | -------- | -------- | -------- | -------- | -------- | -------- | ---------- | ---------- | ---------- | ---------- |
| 50 m stylem dowolnym      |          |          |          |          |          |          |          |          |          |          |          |          |          | E        | ½        |          | F          |            |            |            |
| 100 m stylem dowolnym     |          |          |          |          |          |          |          | E        | ½        |          | F        |          |          |          |          |          |            |            |            |            |
| 200 m stylem dowolnym     |          |          |          | E        | ½        |          | F        |          |          |          |          |          |          |          |          |          |            |            |            |            |
| 400 m stylem dowolnym     |          | E        | F        |          |          |          |          |          |          |          |          |          |          |          |          |          |            |            |            |            |
| 800 m stylem dowolnym     |          |          |          |          |          |          |          | E        |          |          | F        |          |          |          |          |          |            |            |            |            |
| 1500 m stylem dowolnym    |          |          |          |          |          |          |          |          |          |          |          |          |          | E        |          |          | F          |            |            |            |
| 100 m stylem grzbietowym  |          |          |          | E        | ½        |          | F        |          |          |          |          |          |          |          |          |          |            |            |            |            |
| 200 m stylem grzbietowym  |          |          |          |          |          |          |          |          |          | E        | ½        |          | F        |          |          |          |            |            |            |            |
| 100 m stylem klasycznym   |          | E        | ½        |          | F        |          |          |          |          |          |          |          |          |          |          |          |            |            |            |            |
| 200 m stylem klasycznym   |          |          |          |          |          |          |          | E        | ½        |          | F        |          |          |          |          |          |            |            |            |            |
| 100 m stylem motylkowym   |          |          |          |          |          |          |          |          |          |          |          | E        | ½        |          | F        |          |            |            |            |            |
| 200 m stylem motylkowym   |          |          |          |          |          | E        | ½        |          | F        |          |          |          |          |          |          |          |            |            |            |            |
| 200 m stylem zmiennym     |          |          |          |          |          |          |          |          |          | E        | ½        |          | F        |          |          |          |            |            |            |            |
| 400 m stylem zmiennym     |          | E        | F        |          |          |          |          |          |          |          |          |          |          |          |          |          |            |            |            |            |
| 4 × 100 m stylem dowolnym |          |          |          | E        | F        |          |          |          |          |          |          |          |          |          |          |          |            |            |            |            |
| 4 × 200 m stylem dowolnym |          |          |          |          |          |          |          | E        | F        |          |          |          |          |          |          |          |            |            |            |            |
| 4 × 100 m stylem zmiennym |          |          |          |          |          |          |          |          |          |          |          |          |          | E        |          |          | F          |            |            |            |
| 10 km na otwartym akwenie |          |          |          |          |          |          |          |          |          |          |          |          |          |          |          |          |            |            | F          |            |

| Data →                    | 24 lipca | 24 lipca | 25 lipca | 25 lipca | 26 lipca | 26 lipca | 27 lipca | 27 lipca | 28 lipca | 28 lipca | 29 lipca | 29 lipca | 30 lipca | 30 lipca | 31 lipca | 31 lipca | 1 sierpnia | 1 sierpnia | 4 sierpnia | 4 sierpnia |
| Konkurencja ↓             | R        | W        | R        | W        | R        | W        | R        | W        | R        | W        | R        | W        | R        | W        | R        | W        | R          | W          | R          | W          |
| ------------------------- | -------- | -------- | -------- | -------- | -------- | -------- | -------- | -------- | -------- | -------- | -------- | -------- | -------- | -------- | -------- | -------- | ---------- | ---------- | ---------- | ---------- |
| 50 m stylem dowolnym      |          |          |          |          |          |          |          |          |          |          |          |          |          | E        | ½        |          | F          |            |            |            |
| 100 m stylem dowolnym     |          |          |          |          |          |          |          |          |          | E        | ½        |          | F        |          |          |          |            |            |            |            |
| 200 m stylem dowolnym     |          |          |          |          |          | E        | ½        |          | F        |          |          |          |          |          |          |          |            |            |            |            |
| 400 m stylem dowolnym     |          |          |          | E        | F        |          |          |          |          |          |          |          |          |          |          |          |            |            |            |            |
| 800 m stylem dowolnym     |          |          |          |          |          |          |          |          |          |          |          | E        |          |          | F        |          |            |            |            |            |
| 1500 m stylem dowolnym    |          |          |          |          |          | E        |          |          | F        |          |          |          |          |          |          |          |            |            |            |            |
| 100 m stylem grzbietowym  |          |          |          | E        | ½        |          | F        |          |          |          |          |          |          |          |          |          |            |            |            |            |
| 200 m stylem grzbietowym  |          |          |          |          |          |          |          |          |          |          |          | E        | ½        |          | F        |          |            |            |            |            |
| 100 m stylem klasycznym   |          |          |          | E        | ½        |          | F        |          |          |          |          |          |          |          |          |          |            |            |            |            |
| 200 m stylem klasycznym   |          |          |          |          |          |          |          |          |          | E        | ½        |          | F        |          |          |          |            |            |            |            |
| 100 m stylem motylkowym   |          | E        | ½        |          | F        |          |          |          |          |          |          |          |          |          |          |          |            |            |            |            |
| 200 m stylem motylkowym   |          |          |          |          |          |          |          | E        | ½        |          | F        |          |          |          |          |          |            |            |            |            |
| 200 m stylem zmiennym     |          |          |          |          |          | E        | ½        |          | F        |          |          |          |          |          |          |          |            |            |            |            |
| 400 m stylem zmiennym     |          | E        | F        |          |          |          |          |          |          |          |          |          |          |          |          |          |            |            |            |            |
| 4 × 100 m stylem dowolnym |          | E        | F        |          |          |          |          |          |          |          |          |          |          |          |          |          |            |            |            |            |
| 4 × 200 m stylem dowolnym |          |          |          |          |          |          |          |          |          | E        | F        |          |          |          |          |          |            |            |            |            |
| 4 × 100 m stylem zmiennym |          |          |          |          |          |          |          |          |          |          |          |          |          | E        |          |          | F          |            |            |            |
| 10 km na otwartym akwenie |          |          |          |          |          |          |          |          |          |          |          |          |          |          |          |          |            |            | F          |            |

| Data →                    | 24 lipca | 24 lipca | 25 lipca | 25 lipca | 26 lipca | 26 lipca | 27 lipca | 27 lipca | 28 lipca | 28 lipca | 29 lipca | 29 lipca | 30 lipca | 30 lipca | 31 lipca | 31 lipca | 1 sierpnia | 1 sierpnia | 4 sierpnia | 4 sierpnia |
| Konkurencja ↓             | R        | W        | R        | W        | R        | W        | R        | W        | R        | W        | R        | W        | R        | W        | R        | W        | R          | W          | R          | W          |
| ------------------------- | -------- | -------- | -------- | -------- | -------- | -------- | -------- | -------- | -------- | -------- | -------- | -------- | -------- | -------- | -------- | -------- | ---------- | ---------- | ---------- | ---------- |
| 4 × 100 m stylem zmiennym |          |          |          |          |          |          |          |          |          |          |          | E        |          |          | F        |          |            |            |            |            |

## Kwalifikacje

### Pływanie – konkurencje indywidualne
Światowa Federacja Pływacka (FINA) ustaliła dwa minima dla każdej konkurencji indywidualnej – czas kwalifikacji olimpijskiej (OQT) i czas selekcji olimpijskiej (OST). Każde państwo może wystawić w danej konkurencji maksymalnie dwóch pływaków, pod warunkiem, że każdy z nich uzyska czas kwalifikacji olimpijskiej. Zawodnicy, którzy uzyskali czasy selekcji olimpijskiej, na podstawie pozycji w rankingu FINA na dzień 27 czerwca 2021 r.,  mogą zostać zaproszeni na igrzyska olimpijskie przez Światową Federację Pływacką, jeśli liczba zakwalifikowanych pływaków na podstawie pozostałych kryteriów nie przekroczy 878. Gdy w danym kraju żaden z zawodników nie osiągnie minimów olimpijskich, narodowy komitet olimpijski ma prawo zgłosić po jednym zawodniku i jednej zawodniczce w jednej (dowolnej) konkurencji, pod warunkiem, że uczestniczyli oni w Mistrzostwach Świata w Pływaniu 2019. Minima olimpijskie należy uzyskać w okresie od 1 marca 2019 do 27 czerwca 2021 roku.
| Konkurencja              | Mężczyźni | Mężczyźni | Kobiety  | Kobiety  |
| Konkurencja              | OQT       | OST       | OQT      | OST      |
| 50 m stylem dowolnym     | 22,01     | 22,67     | 24,77    | 25,51    |
| 100 m stylem dowolnym    | 48,57     | 50,03     | 54,38    | 56,01    |
| 200 m stylem dowolnym    | 1:47,02   | 1:50,23   | 1:57,28  | 2:00,80  |
| 400 m stylem dowolnym    | 3:46,78   | 3:53,58   | 4:07,90  | 4:15,34  |
| 800 m stylem dowolnym    | 7:54,31   | 8:08,54   | 8:33,36  | 8:48,76  |
| 1500 m stylem dowolnym   | 15:00,99  | 15:28,02  | 16:32,04 | 17:01,80 |
| 100 m stylem grzbietowym | 53,85     | 55,47     | 1:00,25  | 1:02,06  |
| 200 m stylem grzbietowym | 1:57,50   | 2:01,03   | 2:10,39  | 2:14,30  |
| 100 m stylem klasycznym  | 59,93     | 1:01,73   | 1:07,07  | 1:09,08  |
| 200 m stylem klasycznym  | 2:10,35   | 2:14,26   | 2:25,52  | 2:29,89  |
| 100 m stylem motylkowym  | 51,96     | 53,52     | 57,92    | 59,66    |
| 200 m stylem motylkowym  | 1:56,48   | 1:59,97   | 2:08,43  | 2:12,28  |
| 200 m stylem zmiennym    | 1:59,67   | 2:03,26   | 2:12,56  | 2:16,54  |
| 400 m stylem zmiennym    | 4:15,84   | 4:21,46   | 4:38,53  | 4:46,89  |

### Pływanie – konkurencje sztafetowe
W każdej konkurencji sztafetowej wystartuje 16 reprezentacji, składających się z:
- 12 zespołów, które zajęły miejsca 1.-12. podczas Mistrzostw Świata w Pływaniu 2019 w danej konkurencji
- 4 zespołów, które nie zdobyły kwalifikacji na mistrzostwach świata, ale zajęły najwyższe miejsca w rankingu Światowej Federacji Pływackiej na podstawie wyników uzyskanych w okresie od 1 marca 2019 do 31 maja 2021 roku[8].

### Pływanie na otwartym akwenie
W wyścigu na 10 km mężczyzn i 10 km kobiet wystartuje po 25 zawodników:
- 10 najlepszych zawodników w wyścigu na 10 km na otwartym akwenie na Mistrzostwach Świata w Pływaniu 2019
- 9 najlepszych zawodników Olimpijskiego Maratonu Kwalifikacyjnego, który odbył się w czerwcu 2021 roku
- kolejnych 5 najlepszych zawodników Olimpijskiego Maratonu Kwalifikacyjnego, po jednym z każdego regionu wg podziału Światowej Federacji Pływackiej (Afryka, Ameryki, Azja, Europa i Oceania)
- 1 zawodnik z kraju gospodarza igrzysk (Japonii). Jeśli zawodnik z Japonii zakwalifikuje się na podstawie jednego z powyższych kryteriów, wtedy miejsce zostanie przyznane kolejnemu zawodnikowi Olimpijskiego Maratonu Kwalifikacyjnego.

W każdej z konkurencji może wystąpić maksymalnie dwóch pływaków z jednego państwa.

## Medaliści

### Basen

#### Mężczyźni
| Konkurencja                           | Złoto: | Czas     | Srebro: | Czas     | Brąz: | Czas     |
| Styl dowolny                          | |          | |          | |          |
| 50 m (szczegóły)                      | Caeleb Dressel | 21,07    | Florent Manaudou | 21,55    | Bruno Fratus | 21,57    |
| 100 m (szczegóły)                     | Caeleb Dressel | 47,02    | Kyle Chalmers | 47,08    | Klimient Kolesnikow | 47,44    |
| 200 m (szczegóły)                     | Thomas Dean | 1:44,22  | Duncan Scott | 1:44,26  | Fernando Scheffer | 1:44,66  |
| 400 m (szczegóły)                     | Ahmed Hafnaoui | 3:43,36  | Jack McLoughlin | 3:43,52  | Kieran Smith | 3:43,94  |
| 800 m (szczegóły)                     | Robert Finke | 7:41,87  | Gregorio Paltrinieri | 7:42,11  | Mychajło Romanczuk | 7:42,33  |
| 1500 m (szczegóły)                    | Robert Finke | 14:39,65 | Mychajło Romanczuk | 14:40,66 | Florian Wellbrock | 14:40,91 |
| Styl grzbietowy                       | |          | |          | |          |
| 100 m (szczegóły)                     | Jewgienij Ryłow | 51,98    | Klimient Kolesnikow | 52,00    | Ryan Murphy | 52,19    |
| 200 m (szczegóły)                     | Jewgienij Ryłow | 1:53,27  | Ryan Murphy | 1:54,15  | Luke Greenbank | 1:54,72  |
| Styl klasyczny                        | |          | |          | |          |
| 100 m (szczegóły)                     | Adam Peaty | 57,37    | Arno Kamminga | 58,00    | Nicolò Martinenghi | 58,33    |
| 200 m (szczegóły)                     | Zac Stubblety-Cook | 2:06,38  | Arno Kamminga | 2:07,01  | Matti Mattsson | 2:07,13  |
| Styl motylkowy                        | |          | |          | |          |
| 100 m (szczegóły)                     | Caeleb Dressel | 49,45    | Kristóf Milák | 49,68    | Noè Ponti | 50,74    |
| 200 m (szczegóły)                     | Kristóf Milák | 1:51,25  | Tomoru Honda | 1:53,73  | Federico Burdisso | 1:54,45  |
| Styl zmienny                          | |          | |          | |          |
| 200 m (szczegóły)                     | Wang Shun | 1:55,00  | Duncan Scott | 1:55,28  | Jérémy Desplanches | 1:56,17  |
| 400 m (szczegóły)                     | Chase Kalisz | 4:09,42  | Jay Litherland | 4:10,28  | Brendon Smith | 4:10,38  |
| Sztafety                              | |          | |          | |          |
| 4 × 100 m stylem dowolnym (szczegóły) | Stany Zjednoczone Caeleb Dressel (47,26) · Blake Pieroni (47,58) · Bowen Becker (47,44) · Zach Apple (46,69) · Brooks Curry                                                   | 3:08,97  | Włochy Alessandro Miressi (47,72) · Thomas Ceccon (47,45) · Lorenzo Zazzeri (47,31) · Manuel Frigo (47,63) · Santo Condorelli                                                       | 3:10,11  | Australia Matthew Temple (48,07) · Zac Incerti (47,55) · Alexander Graham (48,16) · Kyle Chalmers (46,44) · Cameron McEvoy                        | 3:10,22  |
| 4 × 200 m stylem dowolnym (szczegóły) | Wielka Brytania Thomas Dean (1:45,72) · James Guy (1:44,40) · Matthew Richards (1:45,01) · Duncan Scott (1:43,45) · Calum Jarvis                                              | 6:58,58  | Rosyjski Komitet Olimpijski Martin Malutin (1:45,69) · Iwan Giriew (1:45,63) · Jewgienij Ryłow (1:45,26) · Michaił Dowgaljuk (1:45,23) · Aleksandr Krasnych · Michaił Wiekowiszczew | 7:01,81  | Australia Alexander Graham (1:46,00) · Kyle Chalmers (1:45,35) · Zac Incerti (1:45,75) · Thomas Neill (1:44,74) · Mack Horton · Elijah Winnington | 7:01,84  |
| 4 × 100 m stylem zmiennym (szczegóły) | Stany Zjednoczone Ryan Murphy (52,31) · Michael Andrew (58,49) · Caeleb Dressel (49,03) · Zach Apple (46,95) · Hunter Armstrong · Andrew Wilson · Tom Shields · Blake Pieroni | 3:26,78  | Wielka Brytania Luke Greenbank (53,63) · Adam Peaty (56,53) · James Guy (50,27) · Duncan Scott (47,08) · James Wilby                                                                | 3:27,51  | Włochy Thomas Ceccon (52,52) · Nicolò Martinenghi (58,11) · Federico Burdisso (51,07) · Alessandro Miressi (47,47)                                | 3:29,17  |

#### Kobiety
| Konkurencja                           | Złoto: | Czas      | Srebro: | Czas     | Brąz: | Czas     |
| Styl dowolny                          | |           | |          | |          |
| 50 m (szczegóły)                      | Emma McKeon | 23,81     | Sarah Sjöström | 24,07    | Pernille Blume | 24,21    |
| 100 m (szczegóły)                     | Emma McKeon | 51,96 ,   | Siobhan Haughey | 52,27    | Cate Campbell | 52,52    |
| 200 m (szczegóły)                     | Ariarne Titmus | 1:53,50   | Siobhan Haughey | 1:53,92  | Penny Oleksiak | 1:54,70  |
| 400 m (szczegóły)                     | Ariarne Titmus | 3:56,69   | Katie Ledecky | 3:57,36  | Li Bingjie | 4:01,08  |
| 800 m (szczegóły)                     | Katie Ledecky | 8:12,57   | Ariarne Titmus | 8:13,83  | Simona Quadarella | 8:18,35  |
| 1500 m (szczegóły)                    | Katie Ledecky | 15:37,34  | Erica Sullivan | 15:41,41 | Sarah Köhler | 15:42,91 |
| Styl grzbietowy                       | |           | |          | |          |
| 100 m (szczegóły)                     | Kaylee McKeown | 57,47     | Kylie Masse | 57,72    | Regan Smith | 58,05    |
| 200 m (szczegóły)                     | Kaylee McKeown | 2:04,68   | Kylie Masse | 2:05,42  | Emily Seebohm | 2:06,17  |
| Styl klasyczny                        | |           | |          | |          |
| 100 m (szczegóły)                     | Lydia Jacoby | 1:04,95   | Tatjana Schoenmaker | 1:05,22  | Lilly King | 1:05,54  |
| 200 m (szczegóły)                     | Tatjana Schoenmaker | 2:18,95   | Lilly King | 2:19,92  | Annie Lazor | 2:20,84  |
| Styl motylkowy                        | |           | |          | |          |
| 100 m (szczegóły)                     | Margaret MacNeil | 55,59     | Zhang Yufei | 55,64    | Emma McKeon | 55,72    |
| 200 m (szczegóły)                     | Zhang Yufei | 2:03,86   | Regan Smith | 2:05,30  | Hali Flickinger | 2:05,65  |
| Styl zmienny                          | |           | |          | |          |
| 200 m (szczegóły)                     | Yui Ōhashi | 2:08,52   | Alex Walsh | 2:08,65  | Kate Douglass | 2:09,04  |
| 400 m (szczegóły)                     | Yui Ōhashi | 4:32,08   | Emma Weyant | 4:32,76  | Hali Flickinger | 4:34,90  |
| Sztafety                              | |           | |          | |          |
| 4 × 100 m stylem dowolnym (szczegóły) | Australia Bronte Campbell (53,01) · Meg Harris (53,09) · Emma McKeon (51,35) · Cate Campbell (52,24) · Mollie O’Callaghan · Madison Wilson                         | 3:29,69   | Kanada Kayla Sanchez (53,42) · Margaret MacNeil (53,47) · Rebecca Smith (53,63) · Penny Oleksiak (52,26) · Taylor Ruck                                                 | 3:32,78  | Stany Zjednoczone Erika Brown (54,02) · Abbey Weitzeil (52,68) · Natalie Hinds (53,15) · Simone Manuel (52,96) · Olivia Smoliga · Catie DeLoof · Allison Schmitt                 | 3:32,81  |
| 4 × 200 m stylem dowolnym (szczegóły) | Chiny Yang Junxuan (1:54,37) · Tang Muhan (1:55,00) · Zhang Yufei (1:55,66) · Li Bingjie (1:55,30) · Zhang Yifan · Dong Jie                                        | 7:40,33   | Stany Zjednoczone Allison Schmitt (1:56,34) · Paige Madden (1:55,25) · Katie McLaughlin (1:55,38) · Katie Ledecky (1:53,76) · Bella Sims · Brooke Forde                | 7:40,73  | Australia Ariarne Titmus (1:54,51) · Emma McKeon (1:55,31) · Madison Wilson (1:55,62) · Leah Neale (1:55,85) · Mollie O’Callaghan · Meg Harris · Brianna Throssell · Tamsin Cook | 7:41,29  |
| 4 × 100 m stylem zmiennym (szczegóły) | Australia Kaylee McKeown (58,01) · Chelsea Hodges (1:05,57) · Emma McKeon (55,91) · Cate Campbell (52,11) · Emily Seebohm · Brianna Throssell · Mollie O’Callaghan | 3:51,60 , | Stany Zjednoczone Regan Smith (58,05) · Lydia Jacoby (1:05,03) · Torri Huske (56,16) · Abbey Weitzeil (52,49) · Rhyan White · Lilly King · Claire Curzan · Erika Brown | 3:51,73  | Kanada Kylie Masse (57,90) · Sydney Pickrem (1:07,17) · Margaret MacNeil (55,27) · Penny Oleksiak (52,26) · Taylor Ruck · Kayla Sanchez                                          | 3:52,60  |

#### Sztafeta mieszana
| Konkurencja                           | Złoto: | Czas    | Srebro:                                                                                 | Czas    | Brąz: | Czas    |
| 4 × 100 m stylem zmiennym (szczegóły) | Wielka Brytania Kathleen Dawson (58,80) · Adam Peaty (56,78) · James Guy (50,00) · Anna Hopkin (52,00) · Freya Anderson | 3:37,58 | Chiny Xu Jiayu (52,56) · Yan Zibei (58,11) · Zhang Yufei (55,48) · Yang Junxuan (52,71) | 3:38,86 | Australia Kaylee McKeown (58,14) · Zac Stubblety-Cook (58,82) · Matthew Temple (50,26) · Emma McKeon (51,73) · Isaac Cooper · Brianna Throssell · Bronte Campbell | 3:38,95 |

### Otwarty akwen

#### Mężczyźni
| Konkurencja       | Złoto:            | Czas      | Srebro:           | Czas      | Brąz:                | Czas      |
| 10 km (szczegóły) | Florian Wellbrock | 1:48:33,7 | Kristóf Rasovszky | 1:48:59,0 | Gregorio Paltrinieri | 1:49:01,1 |

#### Kobiety
| Konkurencja       | Złoto:            | Czas      | Srebro:               | Czas      | Brąz:       | Czas      |
| 10 km (szczegóły) | Ana Marcela Cunha | 1:59:30,8 | Sharon van Rouwendaal | 1:59:31,7 | Kareena Lee | 1:59:32,5 |

## Tabela medalowa
| Miejsce | Państwo                     | Złoto | Srebro | Brąz | Razem |
| ------- | --------------------------- | ----- | ------ | ---- | ----- |
| 1.      | Stany Zjednoczone           | 11    | 10     | 9    | 30    |
| 2.      | Australia                   | 9     | 3      | 9    | 21    |
| 3.      | Wielka Brytania             | 4     | 3      | 1    | 8     |
| 4.      | Chiny                       | 3     | 2      | 1    | 6     |
| 5.      | Rosyjski Komitet Olimpijski | 2     | 2      | 1    | 5     |
| 6.      | Japonia                     | 2     | 1      | 0    | 3     |
| 7.      | Kanada                      | 1     | 3      | 2    | 6     |
| 8.      | Węgry                       | 1     | 2      | 0    | 3     |
| 9.      | Południowa Afryka           | 1     | 1      | 0    | 2     |
| 10.     | Brazylia                    | 1     | 0      | 2    | 3     |
| 10.     | Niemcy                      | 1     | 0      | 2    | 3     |
| 12.     | Tunezja                     | 1     | 0      | 0    | 1     |
| 13.     | Holandia                    | 0     | 3      | 0    | 3     |
| 14.     | Włochy                      | 0     | 2      | 5    | 7     |
| 15.     | Hongkong                    | 0     | 2      | 0    | 2     |
| 16.     | Ukraina                     | 0     | 1      | 1    | 2     |
| 17.     | Francja                     | 0     | 1      | 0    | 1     |
| 17.     | Szwecja                     | 0     | 1      | 0    | 1     |
| 19.     | Szwajcaria                  | 0     | 0      | 2    | 2     |
| 20.     | Dania                       | 0     | 0      | 1    | 1     |
| 20.     | Finlandia                   | 0     | 0      | 1    | 1     |
| Razem   | Razem                       | 37    | 37     | 37   | 111   |

## Rekordy
Podczas zawodów ustanowiono następujące rekordy świata i rekordy olimpijskie.

### Rekordy świata
| Data       | Konkurencja                                         | Czas    | Zawodnik / Zawodniczka                                                                 | Reprezentacja     |
| ---------- | --------------------------------------------------- | ------- | -------------------------------------------------------------------------------------- | ----------------- |
| 25 lipca   | 4 × 100 m stylem dowolnym kobiet – finał            | 3:29,69 | Bronte Campbell (53,01) Meg Harris (53,09) Emma McKeon (51,35) Cate Campbell (52,24)   | Australia         |
| 29 lipca   | 4 × 200 m stylem dowolnym kobiet – finał            | 7:40,33 | Yang Junxuan (1:54,37) Tang Muhan (1:55,00) Zhang Yufei (1:55,66) Li Bingjie (1:55,30) | Chiny             |
| 30 lipca   | 200 m stylem klasycznym kobiet – finał              | 2:18,95 | Tatjana Schoenmaker                                                                    | Południowa Afryka |
| 31 lipca   | 100 m stylem motylkowym mężczyzn – finał            | 49,45   | Caeleb Dressel                                                                         | Stany Zjednoczone |
| 31 lipca   | Sztafeta mieszana 4 × 100 m stylem zmiennym – finał | 3:37,58 | Kathleen Dawson (58,80) Adam Peaty (56,78) James Guy (50,00) Anna Hopkin (52,00)       | Wielka Brytania   |
| 1 sierpnia | 4 × 100 m stylem zmiennym mężczyzn – finał          | 3:26,78 | Ryan Murphy (52,31) Michael Andrew (58,49) Caeleb Dressel (49,03) Zach Apple (46,95)   | Stany Zjednoczone |

### Rekordy olimpijskie
| Data       | Konkurencja                                              | Ustanowiony dla         | Czas       | Zawodnik / Zawodniczka                                                                    | Reprezentacja               |
| ---------- | -------------------------------------------------------- | ----------------------- | ---------- | ----------------------------------------------------------------------------------------- | --------------------------- |
| 25 lipca   | 4 × 100 m stylem dowolnym kobiet – finał                 | 100 m stylem dowolnym   | 52,62 (sz) | Sarah Sjöström                                                                            | Szwecja                     |
| 25 lipca   | 100 m stylem grzbietowym kobiet – wyścig eliminacyjny 4  | (tej samej konkurencji) | 58,17      | Kylie Masse                                                                               | Kanada                      |
| 25 lipca   | 100 m stylem grzbietowym kobiet – wyścig eliminacyjny 5  | (tej samej konkurencji) | 57,96      | Regan Smith                                                                               | Stany Zjednoczone           |
| 25 lipca   | 100 m stylem grzbietowym kobiet – wyścig eliminacyjny 6  | (tej samej konkurencji) | 57,88      | Kaylee McKeown                                                                            | Australia                   |
| 25 lipca   | 100 m stylem klasycznym kobiet – eliminacje              | (tej samej konkurencji) | 1:04,82    | Tatjana Schoenmaker                                                                       | Południowa Afryka           |
| 26 lipca   | 100 m stylem grzbietowym kobiet – półfinał 1             | (tej samej konkurencji) | 57,86      | Regan Smith                                                                               | Stany Zjednoczone           |
| 26 lipca   | 1500 m stylem dowolnym kobiet – eliminacje               | (tej samej konkurencji) | 15:35,35   | Katie Ledecky                                                                             | Stany Zjednoczone           |
| 27 lipca   | 100 m stylem grzbietowym kobiet – finał                  | (tej samej konkurencji) | 57,47      | Kaylee McKeown                                                                            | Australia                   |
| 27 lipca   | 800 m stylem dowolnym mężczyzn – eliminacje              | (tej samej konkurencji) | 7:41,28    | Mychajło Romanczuk                                                                        | Ukraina                     |
| 28 lipca   | 200 m stylem dowolnym kobiet – finał                     | (tej samej konkurencji) | 1:53,50    | Ariarne Titmus                                                                            | Australia                   |
| 28 lipca   | 200 m stylem motylkowym mężczyzn – finał                 | (tej samej konkurencji) | 1:51,25    | Kristóf Milák                                                                             | Węgry                       |
| 28 lipca   | 100 m stylem dowolnym kobiet – eliminacje                | (tej samej konkurencji) | 52,13      | Emma McKeon                                                                               | Australia                   |
| 28 lipca   | 200 m stylem klasycznym kobiet – eliminacje              | (tej samej konkurencji) | 2:19,16    | Tatjana Schoenmaker                                                                       | Południowa Afryka           |
| 29 lipca   | 200 m stylem klasycznym mężczyzn – finał                 | (tej samej konkurencji) | 2:06,38    | Zac Stubblety-Cook                                                                        | Australia                   |
| 29 lipca   | 200 m stylem motylkowym kobiet – finał                   | (tej samej konkurencji) | 2:03,86    | Zhang Yufei                                                                               | Chiny                       |
| 29 lipca   | 100 m stylem dowolnym mężczyzn – finał                   | (tej samej konkurencji) | 47,02      | Caeleb Dressel                                                                            | Stany Zjednoczone           |
| 29 lipca   | 100 m stylem motylkowym mężczyzn – eliminacje            | (tej samej konkurencji) | 50,39      | Caeleb Dressel                                                                            | Stany Zjednoczone           |
| 29 lipca   | Sztafeta mieszana 4 × 100 m stylem zmiennym – eliminacje | (tej samej konkurencji) | 3:38,75    | Kathleen Dawson (58,50) Adam Peaty (57,08) James Guy (50,58) Freya Anderson (52,59)       | Wielka Brytania             |
| 30 lipca   | 100 m stylem motylkowym mężczyzn – półfinał 1            | (tej samej konkurencji) | 50,31      | Kristóf Milák                                                                             | Węgry                       |
| 30 lipca   | 100 m stylem motylkowym mężczyzn – półfinał 2            | (tej samej konkurencji) | 49,71      | Caeleb Dressel                                                                            | Stany Zjednoczone           |
| 30 lipca   | 200 m stylem grzbietowym mężczyzn – finał                | (tej samej konkurencji) | 1:53,27    | Jewgienij Ryłow                                                                           | Rosyjski Komitet Olimpijski |
| 30 lipca   | 100 m stylem dowolnym kobiet – finał                     | (tej samej konkurencji) | 51,96      | Emma McKeon                                                                               | Australia                   |
| 30 lipca   | 50 m stylem dowolnym kobiet – eliminacje                 | (tej samej konkurencji) | 24,02      | Emma McKeon                                                                               | Australia                   |
| 31 lipca   | 50 m stylem dowolnym kobiet – półfinał 2                 | (tej samej konkurencji) | 24,00      | Emma McKeon                                                                               | Australia                   |
| 1 sierpnia | 50 m stylem dowolnym mężczyzn – finał                    | (tej samej konkurencji) | 21,07      | Caeleb Dressel                                                                            | Stany Zjednoczone           |
| 1 sierpnia | 50 m stylem dowolnym kobiet – finał                      | (tej samej konkurencji) | 23,81      | Emma McKeon                                                                               | Australia                   |
| 1 sierpnia | 4 × 100 m stylem zmiennym kobiet – finał                 | (tej samej konkurencji) | 3:51,60    | Kaylee McKeown (58,01) Chelsea Hodges (1:05,57) Emma McKeon (55,91) Cate Campbell (52,11) | Australia                   |